# Руське Баймаково
Руське Байма́ково (рос. Русское Баймаково, ерз. Русское Баймаково) — присілок у складі Рузаєвського району Мордовії, Росія. Адміністративний центр Русько-Баймаковського сільського поселення.

## Населення
Населення — 399 осіб (2010; 320 у 2002).
Національний склад (станом на 2002 рік):
- росіяни — 61 %
- мокшани — 36 %